# Jean-Claude Sikorav
 (juillet 2014).
 (octobre 2019).
Jean-Claude Sikorav est un mathématicien français né le 21 juin 1957 à Boulogne-Billancourt, spécialisé dans la géométrie symplectique. Professeur à l’École normale supérieure de Lyon, il en a également été directeur du département de mathématiques[réf. nécessaire].

## Famille, parcours scolaire et enseignement
Fils du cardiologue Henri Sikorav, Jean-Claude Sikorav fait ses études secondaires au lycée Janson-de-Sailly  avant de rejoindre le lycée Louis-le-Grand pour y faire une classe préparatoire. Il intègre par la suite l'École normale supérieure de la rue d’Ulm en 1976. En 1982, sous la direction de François Laudenbach, il achève sa thèse sur le thème de la géométrie différentielle à l'université d'Orsay. Il reçoit en 1988 une charge de cours au Collège de France par la fondation Claude-Antoine Peccot, chaire annuelle réservée au bénéfice de mathématiciens de moins de trente ans s’étant signalés dans l’ordre des mathématiques théoriques ou appliquées. En novembre 1990, il est conférencier du séminaire Bourbaki sur le thème « Homologie associée à une fonctionnelle ». En 2011, il reçoit les Palmes académiques, récompense de son dévouement pour l'enseignement à l'École normale supérieure de Lyon[réf. nécessaire].

## Théorème de Laudenbach et Sikorav
Jean-Claude Sikorav est particulièrement connu pour un résultat important obtenu avec François Laudenbach[réf. nécessaire] : Si {\displaystyle M} est une variété fermée, son fibré cotangent {\displaystyle T^{*}M} admet une structure de variété symplectique pour laquelle {\displaystyle M} est une sous-variété lagrangienne. Si {\displaystyle f} est un difféomorphisme hamiltonien à support compact, une des formes de la conjecture de Vladimir Arnold est que {\displaystyle f(M)} et {\displaystyle M} se coupent en au moins {\displaystyle crit(M)} points. Helmut Hofer montre qu'il y a au moins {\displaystyle cuplength(M)+1} points d'intersections. François Laudenbach et Jean-Claude Sikorav minorent le nombre de points d'intersections par un analogue stable de {\displaystyle crit(M)},.

## Théorème de Chaperon-Sikorav-Viterbo
Le théorème de Chaperon-Sikorav-Viterbo tire son origine des travaux de Marc Chaperon qui prouve une conjecture de Vladimir Arnold en géométrie symplectique globale sur les intersections de variétés lagrangiennes dans le fibré cotangent du tore, permettant en particulier de construire des solutions faibles globales (solutions « minimax », dites de Chaperon-Sikorav ou de Chaperon-Sikorav-Viterbo[réf. nécessaire]) de l’équation de Hamilton–Jacobi.
Le théorème en lui-même, quelquefois appelé théorème d’existence et d’unicité de Sikorav-Viterbo[réf. nécessaire], stipule que si {\displaystyle X} est une variété fermée, toute sous-variété lagrangienne de {\displaystyle T^{*}X} isotope à la section nulle {\displaystyle \{(x;0)|x\in X\}} admet une fonction génératrice quadratique à l'infini; et que de plus, toutes les fonctions génératrice quadratique à l'infini d’une telle sous-variété sont équivalentes. Jean-Claude Sikorav a plus particulièrement démontré l'existence de fonction génératrice quadratique à l'infini, pendant que Claude Viterbo en démontrait l'unicité,. Ce théorème d'existence a par la suite été étendu par Yuri Chekanov, qui a montré que l'existence de cette classe de fonctions génératrices s'étendait aux variétés non compactes, pour les sous-variétés legendriennes. 
Ce théorème est d'une importance certaine dans la mesure où il sert de base[réf. nécessaire] dans la recherche de solutions « minimax » et solutions de viscosité de l’équation de Hamilton–Jacobi.

## Récompenses
- Médaille d’or aux Olympiades internationales de mathématiques de 1975[10].
- Chevalier de l'ordre des Palmes académiques[réf. souhaitée].

## Publications
- Publications sur Google Scholar